# John Logan Campbell

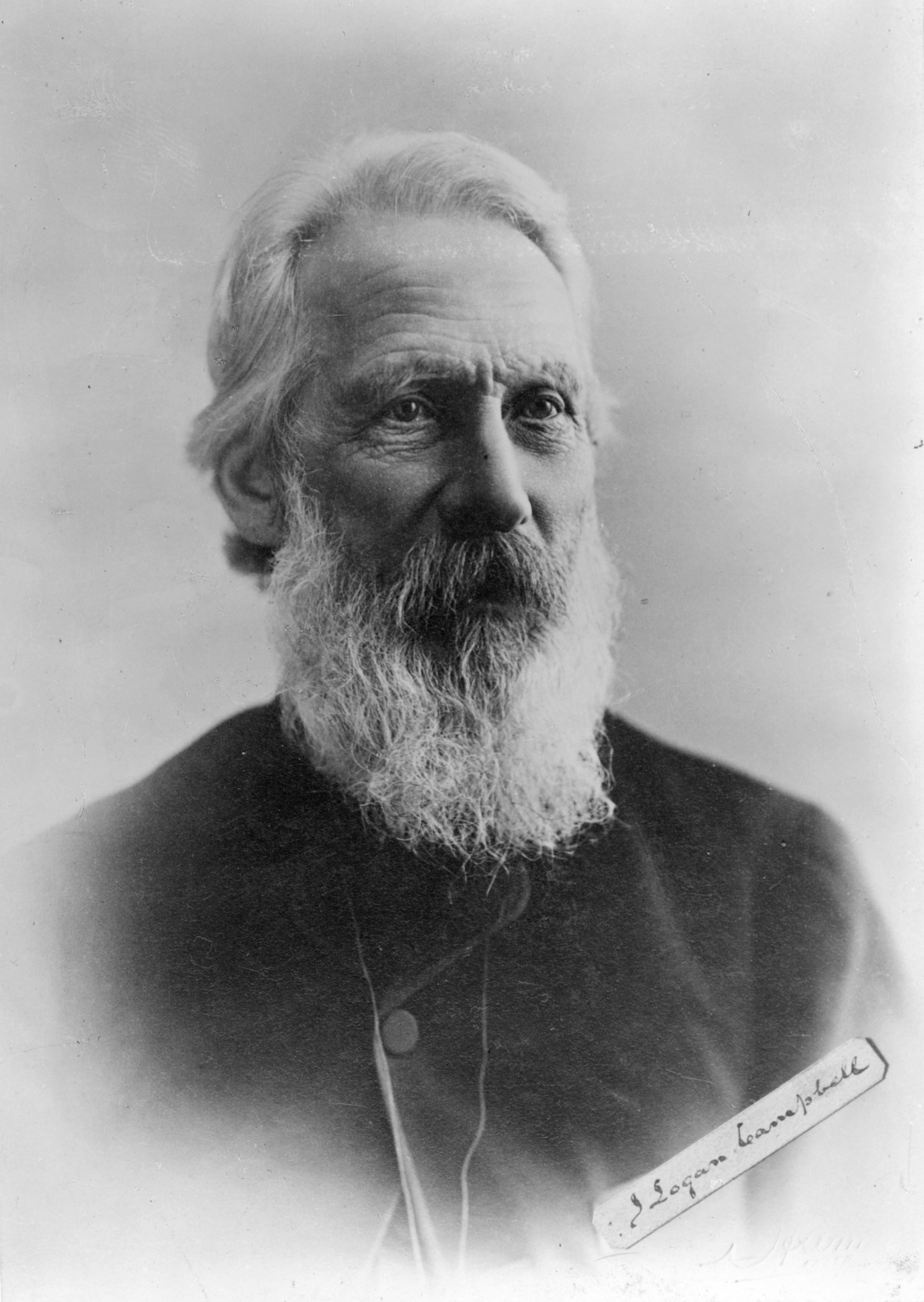
John Logan Campbell, etwa 1887

Sir John Logan Campbell, M.D., F.R.C.S., Knight Bachelor, (* 3. November 1817 in Edinburgh, Schottland; † 22. Juni 1912 in Auckland, Neuseeland) war schottisch-neuseeländischer Arzt, Händler, Unternehmer, Politiker, Bürgermeister von Auckland und Mitbegründer der Auckland Savings Bank. Er galt als Unternehmer als einer der Pioniere in der wirtschaftlichen Entwicklung von Auckland seit der Stadtgründung.

## Abstammung
John Logan Campbell wurde am 3. November 1817 in Edinburgh als dritter und einzig überlebender Sohn der Eheleute Dr. John Campbell of Kilbryde und Catherine Logan of Knockshinnoch, Ayrshire geboren. Seine erstgeborenen Brüder starben 1813 und 1819. In der Reihe von seinen sechs Geschwistern (2 Brüder und 4 Schwestern) war er der Viertgeborene. Sein Vater war Chirurg, Sohn eines Ritters und Enkel der Gutsherrenfamilie Campbell of Aberuchill and Kilbryde, die ihrerseits von den Campbells of Argyll abstammten und über drei Jahrhunderte existierte. John Logan Campbells Ahnen lebten in Perthshire und nachdem Sir Colin Campbell, Baronet of Aberuchill und Ur-Ur-Großvater von John Logan Campbell das Gebäude erwarb, ab dem Jahr 1669 im Kilbryde Castle.

## Leben und Wirken

### Ausbildung
Campbells Vater praktizierte in Edinburgh und wurde später Präsident des Royal College of Surgeons of Edinburgh. Mit der Reputation seines Vaters wuchs Logan, wie er von seinen Freunden genannt wurde, in einem wohlhabenden Haus auf und es war klar, dass er nach Abschluss der Royal High School im Jahr 1834 die Medical School der University of Edinburgh besuchen würde. Er schloss sein Studium mit dem Doktortitel im Sommer 1839 ab, doch schon während des Studiums war klar, dass er nicht seines Vaters Weg gehen wollte. Ein kurzer Abstecher über die East India Company 1837 nach Indien, bestätigte ihn in diesem Schritt.
Von dem sich ab 1836 in Schottland ausbreitenden "Ausreisefieber", speziell in Richtung New South Wales, wurde auch Campbell angesteckt. Er setzte sich gegen seines Vaters Wunsch, als Mediziner zu arbeiten, durch und plante durch den Wollboom dieser Zeit inspiriert in Australien Schafe zu züchten. Sofort nach Abschluss seines Studiums absolvierte er deshalb eine dreimonatige Ausbildung bei einem Tischler, um das notwendige Handwerkzeug in der Holzbearbeitung als Farmer zu erlernen. Die Ausreisemöglichkeit kam schneller als er erwartet hatte.

### Australien
Als Schiffsdoktor verließ Campbell auf der Bark Palmyra am 3. Juli 1839 Schottland; mit im Gepäck, 500 £ für ihn selbst und 500 £, die er für seinen Vater gewinnbringend in Übersee investieren sollte. Von Greenock aus über Sydney trug es ihn nach der Ankunft in New South Wales nach Bathurst und in den Lachlan District der Central West Region von New South Wales. Er hielt es nur wenige Monate in der Kolonie aus, denn ihm missfiel die aus ehemaligen Sträflingen bestehende Gesellschaft.

### Neuseeland
Im März 1840 verließ Campbell Australien in Richtung Wellington. Dort angekommen schiffte er wenige Wochen später wieder ein, um William Brown, einem Rechtsanwalt aus Dundee, mit dem er sich auf der Reise von Adelaide nach Sydney wenige Monate zuvor angefreundet hatte, unweit von Whanganui Island am Hauraki Gulf treffen zu können. Sie wurden Partner und erforschten die Möglichkeiten in der Gegend ein Geschäft aufzubauen.
Am 22. Mai 1840 kauften sie die Insel Motukorea, unweit des Zugangs zum Waitematā Harbour, heute Browns Island genannt. Am 13. August des Jahres zogen sie auf die Insel und starteten mit Farmwirtschaft. Drei Monate nach der Stadtgründung von Auckland, die am 18. September 1840 stattfand, setzte Brown Campbell mit einem Zelt und ein paar Stores in der Commercial Bay im südlichen Uferbereich des Waitematā Harbour ab und folgte selbst zwei Monate später. Mit ihrer Firmengründung Brown & Campbell stiegen sie ins Handelsgeschäft ein und Campbell beschrieb die Situation vor Ort in einem Brief, den er nach Hause sandt, mit dem Satz: "The whole and entire object for everyone here is making money." (Der einzige Grund für jeden hier ist Geld zu machen.)
Am 19. April 1841 kauften sie ein weiteres Grundstück und errichteten den Acacia Cottage, welcher heute im Cornwall Park noch besichtigt werden kann. 1843 errichteten sie ein aus über zwei Etagen gehendes aus Stein gebautes Warenhaus und nahmen die Geschäftsleute William Gibson und Robert Mitchell mit ihrer Firma mit ins Geschäft.
Als 1844 Brown mit seiner Frau aus medizinischen Gründen nach England gehen musste, kauften Campbell und Brown eine Bark und nutzten die Gelegenheit, neuseeländische Güter nach England zu verschiffen und dort zu verkaufen. Die Bolina wurde, mit Kauri-Holz, Mangan, Kupfererz und anderem beladen, am 20. Dezember 1844 mit Salutschüssen verabschiedet und ging ihrer Reise als erster Frachttransport von Neuseeland ins Heimatland Großbritannien in die Geschichte ein. Während Browns dreijähriger Abwesenheit entwickelte Campbell das Geschäft erfolgreich weiter, wurde 1846 Präsident des Mechanics' Institute, war Ende 1846 einflussreichster Mitbegründer der Auckland Savings Bank und 1847 der Direktor der Zweigstelle der Union Bank of Australia in Auckland.
Im Juni 1848 besuchte Campbell seine Heimat in Schottland, bereiste anschließend 15 Monate lang Teile des europäischen Kontinents mit Griechenland und die Türkei, anschließend Indien und Asien, kam 1850 zurück, bereiste ein Jahr später Kalifornien und kam zurück nach Auckland am 22. August 1851.
Im August 1851 erwarben Brown und Campbell die Pah Farm, rund zwei Kilometer von Mount Prospect entfernt, einer Farm mit rund 1,000 Acre Land um Maungakiekie  herum. Sie erwarben Mount Prospect im September 1853 und benannten später den 182 Meter hohen alten erloschenen Vulkan in One Tree Hill um. Brown und Campbell spekulierten zu dieser Zeit mit dem Ankauf von Rinder in Australien um sie in Neuseeland verkaufen zu können.
In den Folgejahren bekam Campbell mehr und mehr Interesse in die Politik, ließ sich im November 1855 zum Superintendenten des Provincial Council von Auckland wählen, ein Amt, das er bis September 1856 innehatte. Etwa zur gleichen Zeit, von Oktober 1855 bis November 1856 übernahm er den Sitz im House of Representatives für die City of Auckland und wurde von Juni bis November 1856 Minister in der ersten stabilen Regierung der Kolonie unter Edward Stafford.
Im Mai 1855 lösten Campbell und Brown ihre Partnerschaft mit Gibson und Mitchell auf, gaben 1856 die direkte Führung ihrer Geschäfte ab und setzten J. I. Montefiore als Manager in ihr Unternehmen ein. Brown verließ Neuseeland in Richtung England und Campbell folgte am 20. November 1856 über Sri Lanka. Auf dem Weg traf er Emma Wilson, Tochter von John Cracroft Wilson, und nach einigen Monaten in Europa kehrte er nach Indien zurück, um sie am 25. Februar 1858 zu heiraten. Aus der Ehe gingen vier Kinder hervor.
Mit einer Unterbrechung zwischen den Jahren von 1860 bis 1861, in denen er nach der Misswirtschaft seines Managers die Firmengeschäfte in Auckland ordnen musste, blieb Campbell mit seiner Familie bis 1871 Neuseeland fern, reiste mit der Familie und seinen Bediensteten in Italien, Schweiz, Frankreich und Großbritannien umher.
1873 löste sich Campbell von seinem Partner Brown und zahlte ihn aus. 1877 gründete er die Free School of Art, die er bis 1889 mit betreute. Des Weiteren war er Vorsitzender des Education Board. Im Mai 1897, Campbell war bereits auch im Brauereigeschäft tätig, verschmolz er sein Unternehmen mit der Ehrenfried Brothers Browery von Louis Ehrenfried zur Campbell & Ehrenfried Co. Ltd, aus der später Lion Nathan hervorging.
Zum angekündigten königlichen Besuch von George, Duke of York, ab 1901 auch Prince of Wales und Duke of Cornwall, dem späteren König Georg V., suchte man einen würdigen Vertreter der Kolonie, den Duke nebst Gattin entsprechend empfangen zu können. Als wertgeschätzter Bürger Aucklands fiel die Wahl auf Campbell, der im Jahr des Besuches 1901 dafür zum Bürgermeister von Auckland gewählt wurde. Er die Rolle an, behielt sie aber nur für die drei Monate des Besuches. Zu Ehren der Gäste, spendete er im selben Jahr den Cornwall Park an die Bürger von Auckland. Am Tag der geplanten Inthronisation von Eduard VII., dem 26. Juni 1902, wurde Campbell als Knight Bachelor geadelt.
John Logan Campbell starb nach einer kurzen Krankheit am 22. Juni 1912 in Auckland und wurde anschließend am 25. Juni 1912 auf der Bergspitze vom One Tree Hill beerdigt.

## Werke
- John Logan Campbell: Poenamo – Sketches of the early days in New Zealand. Romance and reality of Antipodean life in the infancy of a new colony. Mit einer Einleitung von Joan Stevens. Whitcombe and Tombs Limited, Auckland 1952 (englisch, Erstausgabe: Williams and Norgate, London  1881, anonym publiziert).